# HMS Investigator (1848)
Pour les autres navires du même nom, voir HMS Investigator.

Le HMS Investigator est un navire marchand britannique construit en 1848 dans le but de partir à la recherche de l'expédition perdue de l'explorateur Sir John Franklin. Le navire a participé à deux expéditions en Arctique, et est abandonné en 1853, au terme de la dernière de celles-ci, après avoir été pris dans les glaces.
Son épave est retrouvée en juillet 2010 sur l'île Banks, dans la mer de Beaufort.

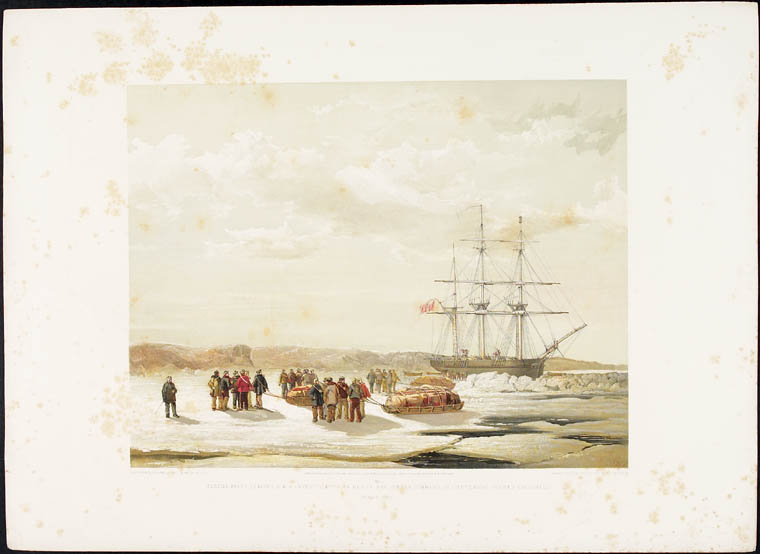
Équipage et ses traîneaux quittant le HSM Investigator, dans la baie de la Miséricorde, sous le commandement du lieutenant Gurney Cresswell, 15 avril 1853.